# Reprezentacja Niemiec na Mistrzostwach Europy w Wioślarstwie 2008
Reprezentacja Niemiec na Mistrzostwach Europy w Wioślarstwie 2008 liczyła 29 sportowców. Najlepszym wynikiem było 2. miejsce w czwórce podwójnej mężczyzn.

## Medale

### Złote medale
Brak

### Srebrne medale
czwórka podwójna (M4x): Markus Kuffner, Tim Bartels, Daniel Makowski, Rene Burmeister

### Brązowe medale
Brak

## Wyniki

### Konkurencje mężczyzn
- jedynka (M1x): Martin Gulyas – 9. miejsce
- dwójka bez sternika (M2-): Maximilian Reinelt, Christoph Zimmermann – 12. miejsce
- dwójka podwójna (M2x): Karl Schulze, Tim Grohmann – 8 miejsce
- czwórka podwójna (M4x): Markus Kuffner, Tim Bartels, Daniel Makowski, Rene Burmeister – 2. miejsce
- czwórka bez sternika wagi lekkiej (LM4-): Stephan Ertmer, Axel Kort, Samuel Garten, Robby Gerhardt – 10. miejsce
- ósemka (M8+): Sebastian Kasielke, Fokke Beckmann, Nils Menke, Max Bandel, Richard Schmidt, Marco Neumann, Martin Rueckbrodt, Ruben Anemueller, Martin Sauer – 4. miejsce

### Konkurencje kobiet
- jedynka (W1x): Julia Richter – 9. miejsce
- dwójka podwójna wagi lekkiej (LW2x): Laura Tibitanzl, Anja Noske – 6. miejsce
- czwórka podwójna (W4x): Rebekka Klemp, Sophie Dunsing, Julia Lepke, Lena Moebus – 4. miejsce